# Obrium discoideum
Obrium discoideum es una especie de escarabajo longicornio del género Obrium, clasificada en la tribu Obriini, de la subfamilia Cerambycinae. Fue descrita por LeConte en 1873.
La especie mide 4,5-7,5 mm de longitud y el período de actividad en adultos se presenta en abril, junio, julio, agosto, septiembre y octubre. Se distribuye por Costa Rica, Estados Unidos, Guatemala, Honduras, México y Nicaragua.